# Aubazines
Aubazines é uma comuna francesa na região administrativa da Nova Aquitânia, no departamento de Corrèze. Estende-se por uma área de 14,07 km². Em 2010 a comuna tinha 923 habitantes (densidade: 65,6 hab./km²).